# Altnau
Altnau is een gemeente en plaats in het Zwitserse kanton Thurgau, en maakt deel uit van het district Kreuzlingen.
Altnau telt 1913 inwoners.